# Indianapolis 500 1973

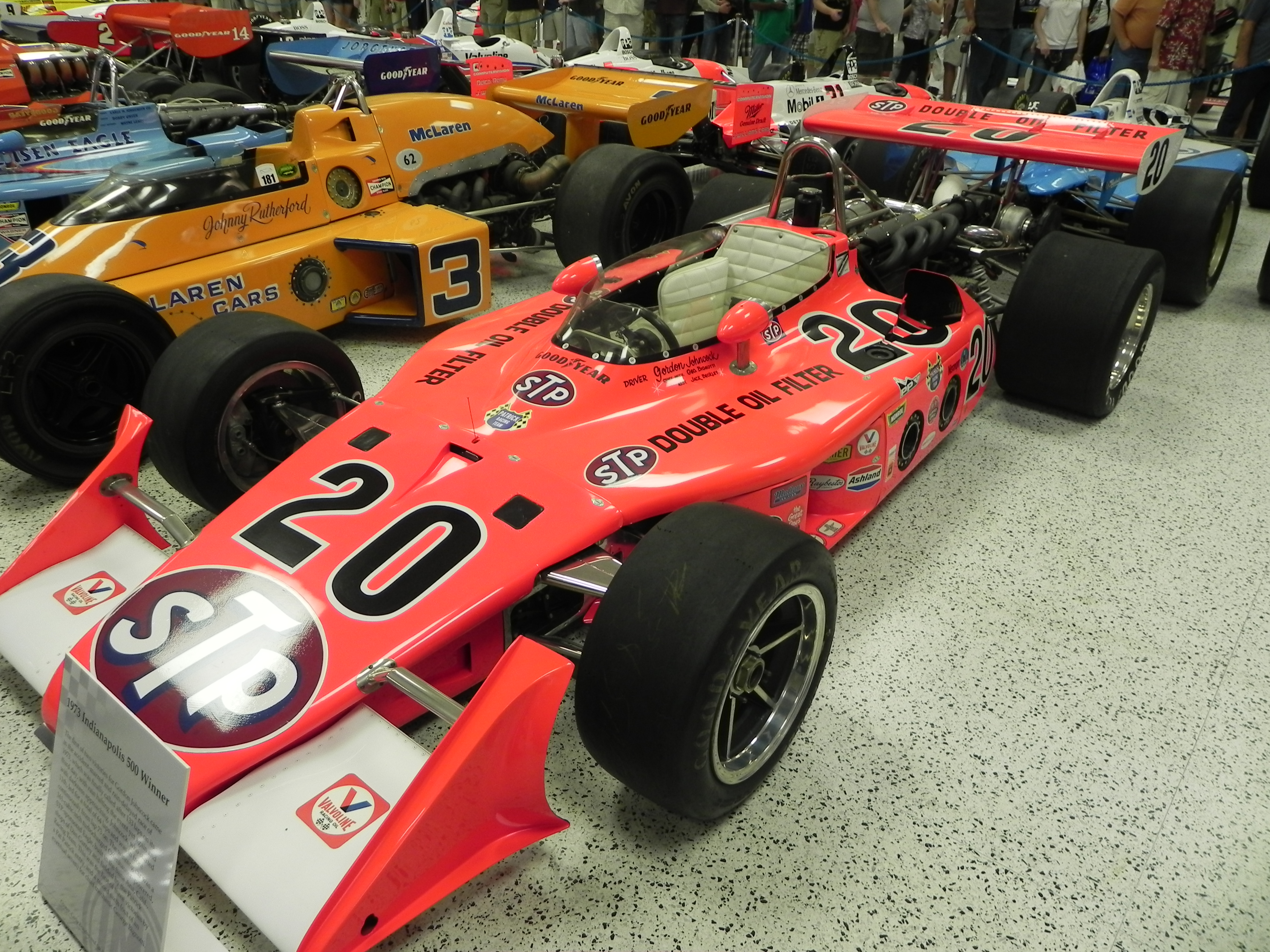
Eagle 72, Siegerwagen von Gordon Johncock

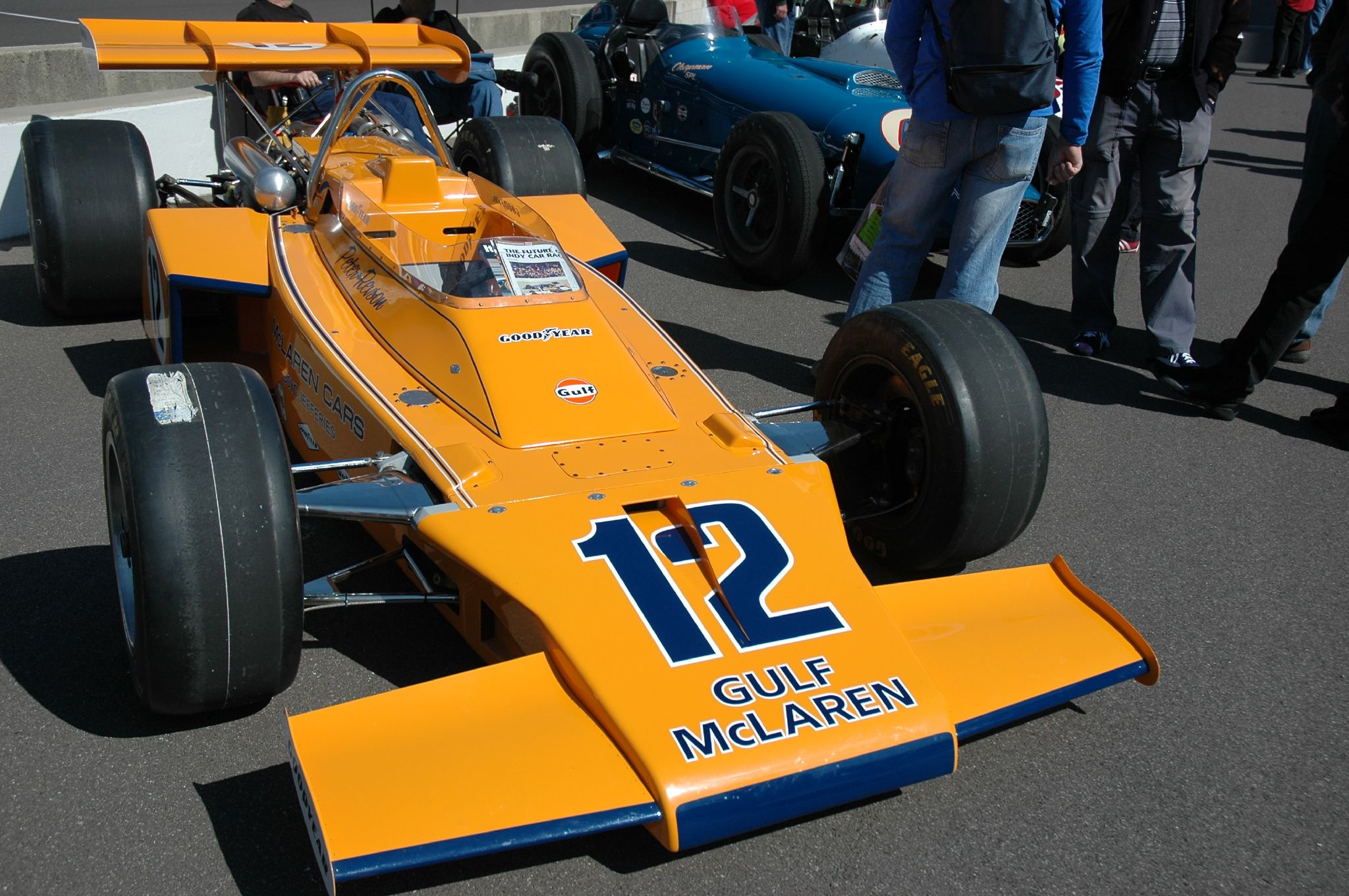
McLaren M16C, Einsatzwagen von Bobby Allison

Das 57. Indianapolis 500 (offiziell 57th 500 Mile International Sweepstakes) auf dem Indianapolis Motor Speedway fand am 28. Mai 1973 statt.

## Das Rennen
Das Rennen ging über eine Distanz von 200 Runden à 4,023 km, was einer Gesamtdistanz von 804,672 km entspricht (Abbruch nach 133 Runden). Aus der Pole-Position startete Johnny Rutherford (Team McLaren) mit einer Vierrunden-Durchschnittszeit von 3:01.440 Min. oder 198,413 mph (319,315 km/h). Die schnellste Runde im Rennen drehte Roger McCluskey (Lindsey Hopkins Racing) in 48,15 Sekunden (186,916 mph). Das Rennen war der vierte Lauf zur USAC-Saison 1973.
Sicherlich eines der dunkelsten Kapitel in der US-Motorsportgeschichte wurde beim Indy 500 im Jahr 1973 geschrieben. Insgesamt kamen im Monat Mai während Training, Qualifikation und Rennen zwei Fahrer und ein Mitglied einer Boxencrew ums Leben. Dazu wurde ein weiterer Fahrer schwer verletzt und rund ein Dutzend Zuschauer erlitten Verbrennungen oder andere Verletzungen. Der Fahrer Art Pollard verstarb bei einer Trainingsfahrt am 12. Mai. Pollard fuhr in Kurve 1 gegen die Außenmauer, drehte sich nach innen, überschlug sich und kam brennend in Kurve 2 zum Stehen. Im Spital konnte nur noch der Tod des Fahrers festgestellt werden.
Wegen Regens musste die Austragung des Rennens auf drei Tage aufgeteilt werden. Das Rennen begann wie geplant am 28. Mai. Gleich nach dem Start musste das Rennen gestoppt werden. Der Fahrer David „Salt“ Walther verunfallte schwer und zog sich lebensgefährliche Verletzungen zu. Zahlreiche Zuschauer auf den Tribünen erlitten Verbrennungen, da das Auto von Walther in Flammen aufging, an den Fangzaun prallte und kopfüber auf der Strecke liegen blieb. Der Fahrer erlitt diverse Knochenbrüche und schwerste Verbrennungen an Beinen und Händen und überlebte den Unfall. Später begann es zu regnen in Indianapolis. Da das Rennen auf einen Montag geplant war, schob man den Start auf Dienstag, wo es auch regnete, so begann die Fortsetzung des Rennens erst am Mittwoch.
Auch an diesem Tag blieb die Veranstaltung nicht verschont von Unglücksfällen. Swede Savage verlor die Herrschaft über sein Fahrzeug in Kurve vier und prallte heftig gegen die Innenmauer. Der Anprall war dermaßen stark, dass der Tank explodierte und das Auto in Flammen aufging. Savage war nur zwei Runden zuvor beim Nachtanken an der Box gewesen. Die roten Flaggen kamen heraus und das Rennen wurde gestoppt. Während der Rettungsaktion kam es zu einem weiteren tödlichen Unfall, als ein Sicherheitsfahrzeug in der Boxengasse ein Mitglied des Teams Patrick Racing anfuhr. Savage wurde mit Verbrennungen dritten Grades hospitalisiert, war aber bei vollem Bewusstsein und ansprechbar. Allerdings verstarb er am 2. Juli im Spital, angeblich wegen Lungen- und Nierenproblemen, die auf das Einatmen giftiger Dämpfe zurückzuführen seien beim Unfall.
Nach 133 Runden (332,5 mi oder 535,1 km) und erneutem Regen beendete man das Rennen endgültig und erklärte Gordon Johncock als Sieger.

## Ergebnisse

### Startaufstellung
| Reihe | Innen             | Mitte                | Außen           |
| ----- | ----------------- | -------------------- | --------------- |
| 1     | Johnny Rutherford | Bobby Unser          | Mark Donohue    |
| 2     | Swede Savage      | Gary Bettenhausen    | Mario Andretti  |
| 3     | Steve Krisiloff   | Al Unser             | Jimmy Caruthers |
| 4     | Peter Revson      | Gordon Johncock      | Bobby Allison   |
| 5     | Graham McRae      | Roger McCluskey      | Lloyd Ruby      |
| 6     | Bill Vukovich II  | Salt Walther         | Jerry Grant     |
| 7     | Mel Kenyon        | Wally Dallenbach sr. | Mike Mosley     |
| 8     | David Hobbs       | A. J. Foyt           | John Martin     |
| 9     | Lee Kunzman       | Mike Hiss            | Dick Simon      |
| 10    | Jerry Karl        | Joe Leonard          | George Snider   |
| 11    | Bob Harkey        | Sammy Sessions       | Jim McElreath   |

### Schlussklassement
Wetter: bewölkt, 19°, später Regen und Abbruch in Runde 133
| Pos. | Nr. | Name                                                 | Chassis        | Motor       | R | Zeit/Rückstand               | Qualifikation ø 4 Rd. mph | Start |
| ---- | --- | ---------------------------------------------------- | -------------- | ----------- | - | ---------------------------- | ------------------------- | ----- |
| 1    | 20  | Gordon Johncock                                      | Eagle 72       | Offenhauser | G | 2:05:26.590 Std. 150,036 mph | 192,555                   | 11    |
| 2    | 2   | Bill Vukovich II                                     | Eagle 72       | Offenhauser | G | 133                          | 191,103                   | 16    |
| 3    | 3   | Roger McCluskey                                      | McLaren M16A   | Offenhauser | G | 131                          | 191,929                   | 14    |
| 4    | 19  | Mel Kenyon                                           | Eagle 72       | Foyt        | G | 131                          | 190,224                   | 19    |
| 5    | 5   | Gary Bettenhausen                                    | McLaren M16C   | Offenhauser | G | 130                          | 195,599                   | 5     |
| 6    | 24  | Steve Krisiloff                                      | Kingfish 73    | Offenhauser | F | 129                          | 194,932                   | 7     |
| 7    | 16  | Lee Kunzman                                          | Eagle 72       | Offenhauser | G | 127                          | 193,092                   | 25    |
| 8    | 89  | John Martin                                          | McLaren M16B   | Offenhauser | G | 124                          | 194,385                   | 24    |
| 9    | 7   | Johnny Rutherford                                    | McLaren M16C   | Offenhauser | G | 124                          | 198,413                   | 1     |
| 10   | 98  | Mike Mosley                                          | Eagle 72       | Offenhauser | F | 120 (Defekt)                 | 189,753                   | 21    |
| 11   | 73  | David Hobbs                                          | Eagle 72       | Offenhauser | G | 107                          | 189,454                   | 22    |
| 12   | 84  | George Snider abgelöst von A, J, Foyt (Rd, 59 – 101) | Coyote 73      | Foyt        | G | 101 (Getriebe)               | 190,355                   | 30    |
| 13   | 8   | Bobby Unser (W)                                      | Eagle 73       | Offenhauser | G | 100 (Motor)                  | 198,183                   | 2     |
| 14   | 44  | Dick Simon                                           | Eagle 73       | Foyt        | G | 100 (Motor)                  | 191,276                   | 27    |
| 15   | 66  | Mark Donohue (W)                                     | Eagle 72       | Offenhauser | G | 92 (Motor)                   | 197,412                   | 3     |
| 16   | 60  | Graham McRae (R)                                     | Eagle 72       | Offenhauser | G | 91 (Defekt)                  | 192,030                   | 13    |
| 17   | 6   | Mike Hiss                                            | Eagle 72       | Offenhauser | G | 91 (Antriebswelle)           | 191,939                   | 26    |
| 18   | 1   | Joe Leonard                                          | Parnelli VPJ-2 | Offenhauser | F | 91 (Reifenschaden)           | 189,953                   | 29    |
| 19   | 48  | Jerry Grant                                          | Eagle 73       | Offenhauser | G | 77 (Motor)                   | 190,235                   | 18    |
| 20   | 4   | Al Unser (W)                                         | Parnelli VPJ-2 | Offenhauser | F | 75 (Motor)                   | 194,879                   | 8     |
| 21   | 21  | Jimmy Caruthers                                      | Eagle 72       | Offenhauser | F | 73 (Elektrik)                | 194,217                   | 9     |
| 22   | 40  | Swede Savage                                         | Eagle 72       | Offenhauser | G | 59 (Unfall)                  | 196,582                   | 4     |
| 23   | 35  | Jim McElreath                                        | Eagle 72       | Offenhauser | G | 54 (Motor)                   | 188,640                   | 33    |
| 24   | 62  | Wally Dallenbach Sr.                                 | Eagle 72       | Offenhauser | G | 48 (Felgenbruch)             | 190,200                   | 20    |
| 25   | 14  | A. J. Foyt (W)                                       | Coyote 73      | Foyt        | G | 37 (Defekt)                  | 188,927                   | 23    |
| 26   | 30  | Jerry Karl (R)                                       | Eagle 72       | Chevrolet   | G | 22                           | 190,799                   | 28    |
| 27   | 18  | Lloyd Ruby                                           | Eagle 72       | Offenhauser | F | 21 (Motor)                   | 191,622                   | 15    |
| 28   | 9   | Sammy Sessions                                       | Eagle 72       | Foyt        | G | 17 (Öl-Verlust)              | 188,986                   | 32    |
| 29   | 28  | Bob Harkey                                           | Kenyon-Coyote  | Foyt        | G | 12 (Motor)                   | 189,734                   | 31    |
| 30   | 11  | Mario Andretti (W)                                   | Parnelli VPJ-2 | Offenhauser | F | 4 (Motor)                    | 195,059                   | 6     |
| 31   | 15  | Peter Revson                                         | McLaren M16C   | Offenhauser | G | 3 (Unfall)                   | 192,607                   | 10    |
| 32   | 12  | Bobby Allison (R)                                    | McLaren M16C   | Offenhauser | G | 1 (Motor)                    | 192,308                   | 12    |
| 33   | 77  | Salt Walther                                         | McLaren M16B   | Offenhauser | G | 0 (Unfall)                   | 190,739                   | 17    |

(W)=früherer Gewinner / (R)=Rookie

### Führungsrunden
| Fahrer          | Team                  | Anzahl |
| --------------- | --------------------- | ------ |
| Gordon Johncock | Patrick Racing        | 64     |
| Bobby Unser     | All American Racers   | 39     |
| Al Unser        | Parnelli Jones Racing | 18     |
| Swede Savage    | Patrick Racing        | 12     |